# هنري إم. دافيلد
هنري إم. دافيلد (بالإنجليزية: Henry M. Duffield)‏ هو عسكري أمريكي، ولد في 15 مايو 1842 في ديترويت في الولايات المتحدة، وتوفي بنفس المكان في 13 يوليو 1912.